# Rendsburg
Rendsburg é uma cidade da Alemanha e capital do distrito de Rendsburg-Eckernförde, localizada no estado de Schleswig-Holstein.
A Ponte de Rendsburg (em alemão: Rendsburger Hochbrücke), construída entre 1911 e 1913 sobre o Canal de Kiel que une o Mar do Norte com o Mar Báltico, é o símbolo da cidade, fundada por volta de 1150.